# Misumena vazquezae
Misumena vazquezae är en spindelart som beskrevs av Jiménez 1986. Misumena vazquezae ingår i släktet Misumena och familjen krabbspindlar. Inga underarter finns listade i Catalogue of Life.